# Fall Mirco

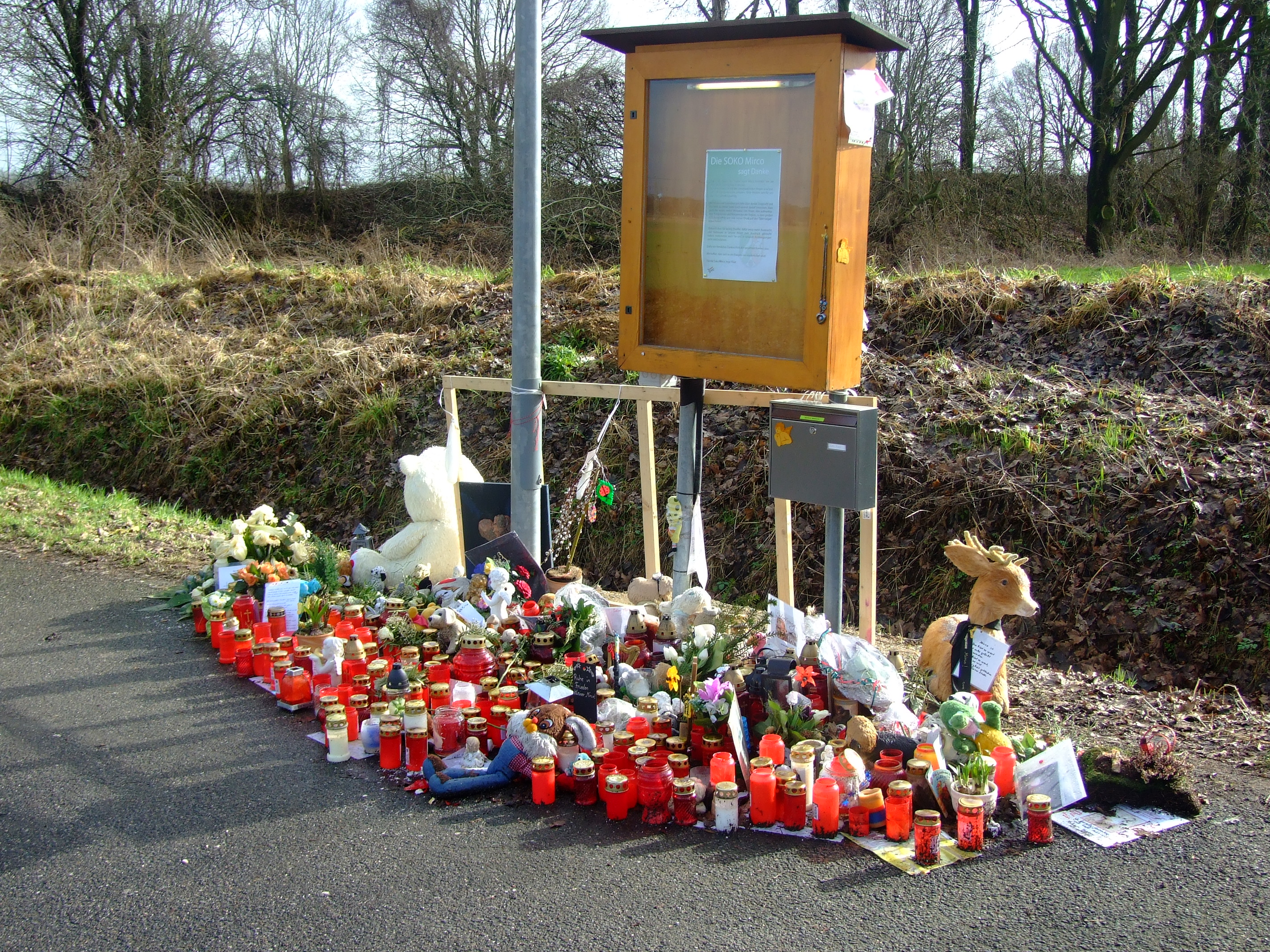
Gedenkstätte am Parkplatz Hinsbecker Straße in Grefrath

Beim Fall Mirco handelt es sich um einen Mord an einem zehnjährigen Jungen, der im Herbst 2010 in der Nähe von Grefrath in Nordrhein-Westfalen begangen wurde und deutschlandweit großes Aufsehen erregte. Die Arbeit der „Sonderkommission Mirco“ mit 80 Beamten gilt als eine der aufwendigsten Mordermittlungen in der deutschen Kriminalgeschichte. Ebenso zählen die Suchaktionen nach dem Jungen zu den größten, die bislang in Deutschland durchgeführt worden sind. Der Prozess begann am 12. Juli 2011 am Landgericht Krefeld und endete am 29. September 2011 mit einer Verurteilung von Olaf H. unter anderem wegen Mordes zu lebenslanger Freiheitsstrafe sowie Feststellung der besonderen Schwere der Schuld.

## Suchaktionen
Der zehnjährige Mirco hatte am 3. September 2010 einen Skatepark im fünf Kilometer entfernten Ortsteil Oedt besucht und war in den Abendstunden mit seinem Fahrrad auf dem Weg nach Hause. Die elterliche Wohnung erreichte er jedoch nie. Zuletzt wurde der Junge in Oedt gesehen, als er gegen 21 Uhr die Johann-Fruhen-Straße entlangradelte. Danach fehlte jede Spur von ihm. Die Eltern erstatteten eine Vermisstenanzeige.
Zwei Tage nach dem Verschwinden des Jungen fanden Passanten Mircos grasgrünes Fahrrad auf der Verbindungsstraße zwischen Grefrath und Oedt in einem Feld – nur etwa 500 Meter von seinem Zuhause entfernt. Obwohl die Finder das Fahrrad vor der Abgabe bei der Polizei gründlich gesäubert hatten, konnte die Polizei zahlreiche DNA-Spuren sicherstellen. Eine weitere Passantin fand am Parkplatz Hinsbecker Straße in Grefrath Mircos schwarze Sporthose, brachte sie jedoch erst spät zur Polizei. Bei der Durchsuchung des Geländes in der Nähe des Parkplatzes fanden Beamte weitere Kleidungsstücke des Jungen. Auch an den Textilien entdeckte die Polizei DNA-Spuren. Im November 2010 fanden Mitarbeiter einer Straßenmeisterei Mircos Mobiltelefon im Dickicht einer Straßenböschung.
An der parallel stattfindenden Suchaktion der Polizei beteiligten sich über 1000 Beamte, die ein 50 Quadratkilometer großes Gebiet, darunter Wälder und Sümpfe, durchkämmten. Auch Tornado-Kampfjets der Bundeswehr, die mit speziellen Wärmebildkameras ausgestattet waren, sowie eine Drohne wurden eingesetzt. Taucher überprüften sämtliche Bachläufe in der Umgebung;  mit einem Boot wurde der Heidesee abgesucht. Die Eltern richteten sich in einem verzweifelten Appell im Fernsehen an den Täter und baten um Hinweise auf den Verbleib ihres Sohnes („Gib uns bitte unser Kind zurück oder sage, wo wir Mirco finden können“). Der Fall wurde auch in der ZDF-Sendung Aktenzeichen XY … ungelöst präsentiert. Bei der Sonderkommission gingen mehrere Tausend Hinweise aus der Bevölkerung ein.

## Festnahme des Olaf H.
Ein Zeuge hatte in der Nähe des Fundortes des Fahrrads einen laut Pressemeldungen dunklen VW Passat B6 beobachtet, Zeuge und Polizei selbst hatten sich allerdings nur auf das Modell und nicht auf die Farbe festgelegt. Die Polizei überprüfte daraufhin mehrere tausend ins Fahndungsraster passende Wagen in der Region. Parallel wertete die Polizei Mobiltelefon-Verbindungsdaten aus und fand einen Mobilnummer-Verlauf, der genau der rekonstruierten Fahrt des Täters entsprach. Am 26. Januar 2011 nahm die Polizei den 45-jährigen Familienvater Olaf H. aus Schwalmtal als Tatverdächtigen fest. Nach Angaben der Ermittler hatte sich H., der in der Controlling-Abteilung eines großen Telekommunikationsanbieters arbeitete, in seinem Umfeld völlig unauffällig verhalten.
Der Mann führte die Ermittler schließlich zur Leiche des Jungen. Er gab unterschiedliche Tatumstände an, unter anderem, dass er die Tat aus Frust im Job begangen habe und von einem Vorgesetzten unter Druck gesetzt worden sei. Er sei während einer Autofahrt zufällig auf den Jungen gestoßen und habe ihn aufgefordert, in seinen Wagen zu steigen. In einem Waldstück bei Kerken soll der Täter sein Opfer dann entkleidet haben, um sexuelle Handlungen an ihm vorzunehmen. Die Ermittler gehen davon aus, dass Olaf H. den Jungen getötet hat, um diese Straftaten zu verdecken (Mordmerkmal gemäß StGB § 211). Ein psychologischer Gutachter hält es für wahrscheinlicher, dass Olaf H. mit dem Mord sadistische Fantasien ausgelebt hat. Nach der Tat legte H. die Kleidung des Jungen an mehreren Orten ab. Laut Polizei sei es dem Täter nicht in erster Linie um den sexuellen Missbrauch gegangen, sondern vor allem um den Akt der Erniedrigung.

## Prozess
Der Prozess am Landgericht Krefeld begann am 12. Juli 2011. Am ersten von zwölf Prozesstagen gestand der angeklagte Olaf H. die Tat. Die Vorwürfe der Staatsanwaltschaft seien im Wesentlichen richtig, sagte sein Verteidiger in einer im Namen seines Mandanten abgegebenen Erklärung. Olaf H. werde die Verantwortung für die Tat übernehmen. Er habe den Schüler entführt, sexuelle Handlungen an ihm vorgenommen und ihn anschließend mit einer Schnur erdrosselt. In zwei Punkten widersprach der Angeklagte den Vorwürfen der Staatsanwaltschaft. Er habe nicht noch mit einem Messer auf Mirco eingestochen, nachdem er den Jungen erdrosselt hatte. Außerdem sei der Mord nicht aus sexueller Frustration geschehen.
Am 26. September 2011 beantragte die Staatsanwaltschaft wegen Mordes, sexuellen Missbrauchs und Freiheitsberaubung eine lebenslange Gesamtfreiheitsstrafe für den Angeklagten sowie die Feststellung der besonderen Schwere der Schuld. Der psychiatrische Gutachter hatte den Angeklagten zuvor als voll schuldfähig eingestuft. Die Anwältin der als Nebenkläger auftretenden Eltern des Getöteten schloss sich dem Antrag der Staatsanwaltschaft an. Am 29. September 2011 verurteilte das Landgericht Krefeld den Angeklagten zu lebenslanger Haft; es erkannte auch besondere Schwere der Schuld. Die Erklärung des Angeklagten, er sei am Tatabend vier Stunden lang durch Teile der Kreise Kleve und Viersen gefahren, weil er einen Ort zum Austreten gesucht habe, hält das Gericht nicht für glaubhaft. Dagegen sei es Ziel der Fahrt gewesen, so die Richter, sich eines Kindes zu bemächtigen und es sexuell zu missbrauchen. Allein die halbstündige Autofahrt in der Dunkelheit von Grefrath zum Tatort bei Kerken, mit dem entführten Jungen, rechtfertigt nach Überzeugung des Gerichts die besondere Schwere der Schuld. Der Verurteilte legte gegen die Entscheidung Revision ein, die vom Bundesgerichtshof abgewiesen wurde, so dass das Urteil rechtskräftig ist.